# Realeza
Realeza is een gemeente in de Braziliaanse deelstaat Paraná. De gemeente telt 16.288 inwoners (schatting 2009).